# Понори (Хорватія)
44°52′ пн. ш. 15°08′ сх. д. / 44.86° пн. ш. 15.14° сх. д.
Понори (хорв. Ponori) — населений пункт у Хорватії, у Лицько-Сенській жупанії у складі міста Оточаць.

## Населення
Населення за даними перепису 2011 року становило 89 осіб.
Динаміка чисельності населення поселення:

## Клімат
Середня річна температура становить 8,85 °C, середня максимальна – 22,48 °C, а середня мінімальна – -6,86 °C. Середня річна кількість опадів – 1335 мм.
| Клімат поселення                              | Клімат поселення | Клімат поселення | Клімат поселення | Клімат поселення | Клімат поселення | Клімат поселення | Клімат поселення | Клімат поселення | Клімат поселення | Клімат поселення | Клімат поселення | Клімат поселення | Клімат поселення |
| Показник                                      | Січ.             | Лют.             | Бер.             | Квіт.            | Трав.            | Черв.            | Лип.             | Серп.            | Вер.             | Жовт.            | Лист.            | Груд.            |                  |
| Середній максимум, °C                         | 5,80             | 7,24             | 10,47            | 14,50            | 19,08            | 22,48            | 22,44            | 22,23            | 18,13            | 13,78            | 8,49             | 4,32             |                  |
| Середня температура, °C                       | −0,52            | 0,91             | 4,14             | 8,16             | 12,75            | 16,16            | 18,32            | 18,11            | 14,02            | 9,66             | 4,37             | 0,18             |                  |
| Середній мінімум, °C                          | −6,86            | −5,42            | −2,2             | 1,83             | 6,41             | 9,83             | 14,19            | 13,98            | 9,88             | 5,53             | 0,26             | −3,93            |                  |
| Норма опадів, мм                              | 95               | 94               | 98               | 109              | 98               | 101              | 67               | 86               | 134              | 155              | 167              | 131              |                  |
| Середньомісячна швидкість вітру, м/с          | 2.33             | 2.45             | 2.66             | 2.56             | 2.36             | 2.18             | 2.14             | 2.08             | 2.14             | 2.27             | 2.54             | 2.54             |                  |
| Середньомісячна сонячна радіація, кДж/м²·день | 4383             | 7113             | 10496            | 15006            | 19182            | 20893            | 22804            | 19472            | 14204            | 9079             | 4793             | 3671             |                  |
| --------------------------------------------- | ---------------- | ---------------- | ---------------- | ---------------- | ---------------- | ---------------- | ---------------- | ---------------- | ---------------- | ---------------- | ---------------- | ---------------- | ---------------- |
| Джерело:                                      |                  |                  |                  |                  |                  |                  |                  |                  |                  |                  |                  |                  |                  |